# Chunui (métro de Séoul)
Chunui (en coréen : 춘의역) est une station de passage de la ligne 7 du métro de Séoul. Elle est située sous la Giju-ro au croisement (échangeur) avec la nationale 39, dans le quartier Chunui-dong de la ville de Bucheon, incluse dans la province de Gyeonggi, à l'ouest de Séoul en Corée du Sud.
Ouverte en 2012, elle est desservie par les rames omnibus qui circulent sur la ligne 7 du métro de Séoul.

## Situation sur le réseau

Plan du réseau du métro de Séoul (2023)

La station souterraine Chunui est une station de passage de la ligne 7 du métro de Séoul : elle est située entre la station Stade de Bucheon, en direction du terminus nord Jangam, et la station Sinjung-dong, en direction du terminus ouest Seongnam.

## Histoire
La station Chunui est mise en service le 27 octobre 2012, lors de l'ouverture à l'exploitation du prolongement ouest de la ligne 7 du métro de Séoul, de Onsu à  Mairie de Bupyeong-gu.

## Services aux voyageurs

### Accès et accueil
La station est située sous la Giju-ro, au croisement avec la nationale 39, elle dispose d'une station en sous-sol avec huit bouches, numérotées de 1 à 8, en lien avec la surface. Comme toutes les stations de cette ligne, elle est équipée d'automates pour l'achat de titres de transport valables sur l'ensemble du réseau du métro de Séoul qui inclut le métro d'Incheon.

### Desserte
Chunui est desservie par les rames omnibus qui circulent sur la Ligne 7 du métro de Séoul. Elle dispose de deux voies encadrant un quai central avec une cloison en son milieu et équipé de portes palières.

Installations
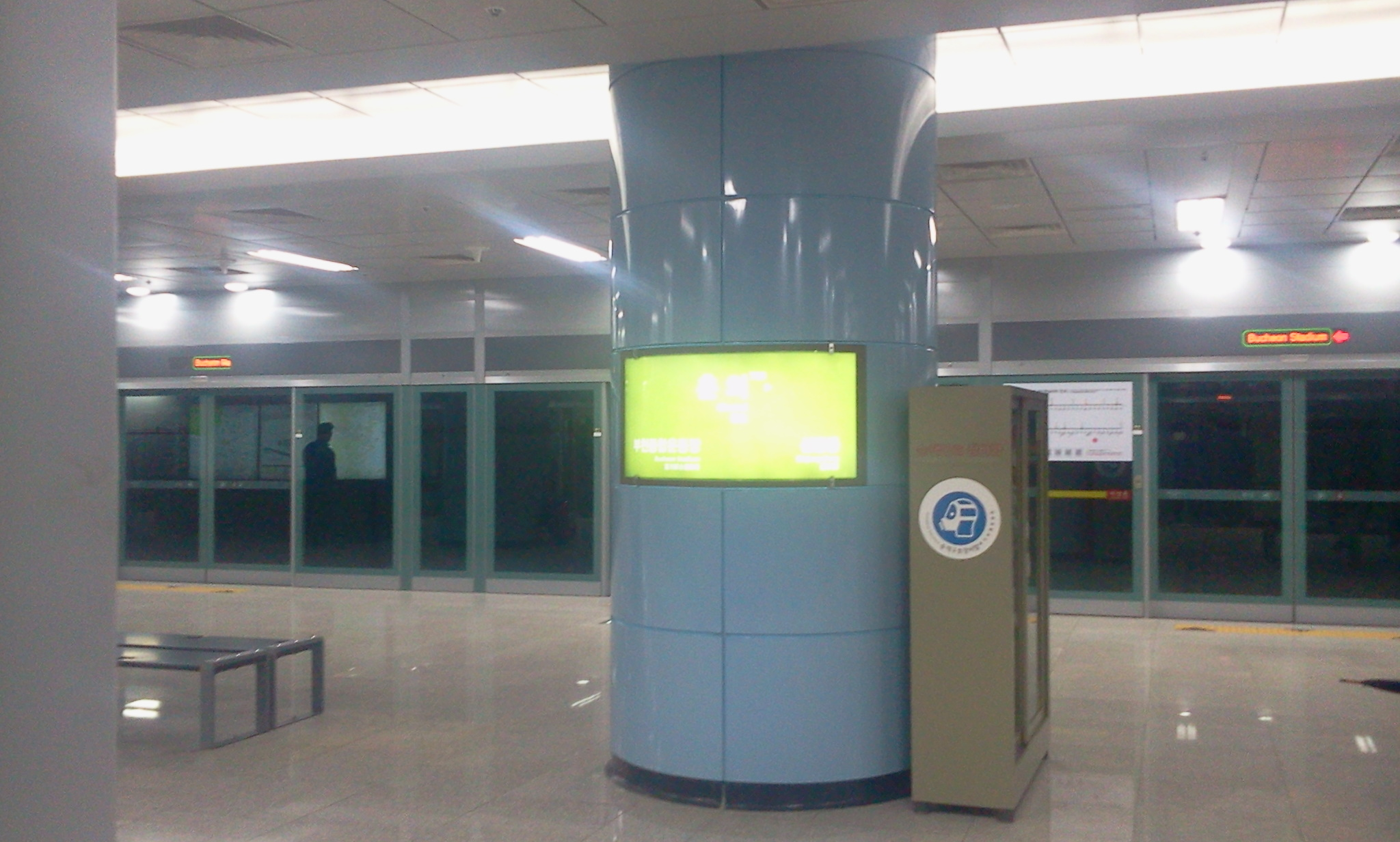
En 2012.
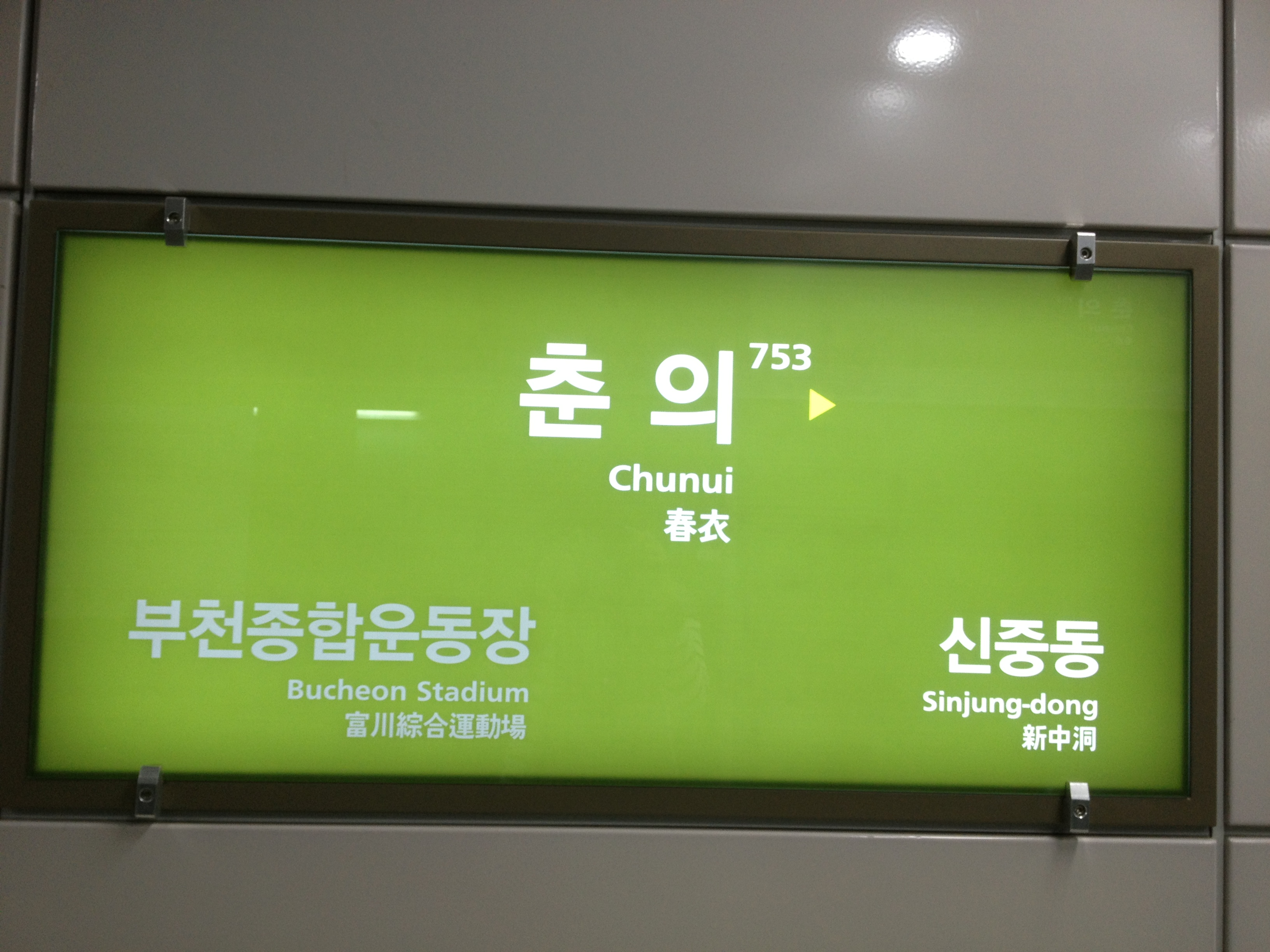
En 2012.
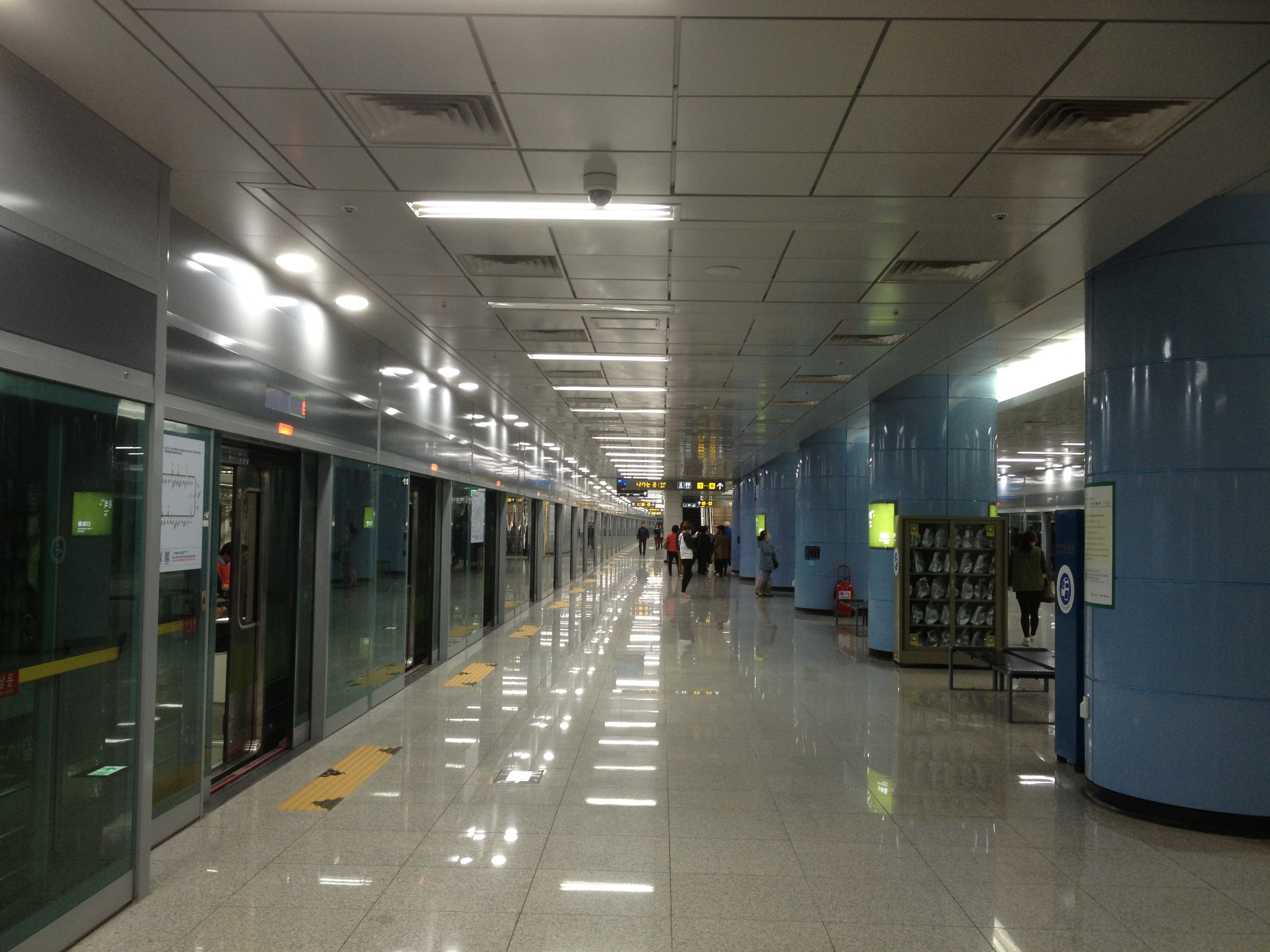
En 2012.

### Intermodalité
Des arrêts de bus sont établis à proximité des bouches de la station.

## À proximité
Elle permet notamment d'accéder au parc Dodang et à la montagne Chunui.